# Miód wrzosowy
Miód wrzosowy – odmiana miodu kwiatowego powstająca z nektaru zbieranego przez pszczoły z kwiatów wrzosu zwyczajnego. Należy do raczej rzadko spotykanych – nie w każdym roku udaje się go pozyskać. Jego cechą charakterystyczną jest galaretkowata konsystencja, zanikająca w wyniku krystalizacji (jest jednym z przykładów płynów nienewtonowskich). Ze względu na konsystencję trudno odwirowuje się go z plastrów. W Polsce za miód wrzosowy uznaje się zgodnie z normą PN-88/A-77626, 1998 miód o zawartości pyłku wrzosowego wynoszącej co najmniej 45% w ogólnej zawartości pyłków obecnych w miodzie.
Miód wrzosowy ma kolor ciemnobursztynowy z czerwonawym odcieniem, jednak w wyniku krystalizacji przechodzi w kolor żółto-pomarańczowy lub brunatny. Zapach ma silny i przyjemny, przypominający woń wrzosu m.in. ze względu na zawartość jego olejków eterycznych. Smak jest także określany jako przyjemny, mimo że niezbyt słodki, lekko gorzkawy i cierpki. Wyróżnia się dużą zawartością flawonoidów, witamin A, B2, B3, B6 i C oraz żelaza. Cechuje się także dużą zawartością łatwo przyswajalnych białek (zwłaszcza na tle innych miodów ma dużo proliny – średnio 55,3 mg/100 g). 
Miód wrzosowy wyróżnia się w stosunku do innych miodów wysoką zawartością wody (średnio 19,1%), wysokim stosunkiem fruktozy do glukozy (średnio 1,32), wysoką przewodnością elektryczną (średnio 0,62 mS/cm) i aktywnością enzymu α-amylazy.
Miód wrzosowy bywa pozostawiany pszczołom na zimę, ponieważ umożliwia pasiece dobre zimowanie.
Miód wrzosowy stosowany jest też jako dodatek wzbogacający smak potraw. W kosmetyce stosowany jest w celu regeneracji i odmładzania skóry. Dodatek miodu wrzosowego stosowany jest przy wyrobie szkockiej whisky drambuie.
Miód wrzosowy z Borów Dolnośląskich trafił na listę chronionych produktów tradycyjnych.